# Pontenx-les-Forges
Pontenx-les-Forges é uma comuna francesa na região administrativa da Nova Aquitânia, no departamento Landes. Estende-se por uma área de 81,29 km². Em 2010 a comuna tinha 1 665 habitantes (densidade: 20,5 hab./km²).